# Sohmer Piano Building
O Edifício Sohmer Piano (em inglês: Sohmer Piano Building) é um antigo prédio de Nova Iorque, Estados Unidos, que pode ser facilmente reconhecido pela cúpula dourada que possui. Foi inaugurado em 1897, no estilo "Beaux-Arts" e está localizado entre a Fifth Avenue, 170, 22nd Street, a sudoeste do Flatiron Building, próximo da Madison Square, em Manhattan. Possui 13 andares e atualmente abriga apartamentos.